# АЕС Колумбія
АЕС Колумбія — ядерний комерційний енергетичний об’єкт, розташований на майданчику Генфорд, 10 миль (16 км) на північ від Річленда, штат Вашингтон. Він належить і управляється Energy Northwest, некомерційним спільним експлуатаційним агентством штату Вашингтон. Отримавши ліцензію Комісії з ядерного регулювання в 1983 році, Columbia вперше виробила електроенергію в травні 1984 року, а в грудні 1984 року почала комерційну експлуатацію.
Колумбія виробляє 1207 мегават чистої електроенергії, що становить близько 10 відсотків електроенергії, виробленої в штаті Вашингтон.

## Дизайн і функції
Електростанція Columbia — BWR-5. Він має структуру стримування Mark II.
Активна зона реактора вміщує до 764 паливних збірок і 185 керуючих стрижнів, більш технічно відомих як керуючі лопаті. Реактор має ліцензію на вихідну потужність 3486 теплових мегават (МВт). Валова електрична потужність станції становить 1230 мегават-електричних (МВт).

## Історія
Колумбія була побудована колишньою системою електропостачання Вашингтона, відомою з 1998 року як Energy Northwest. Дозвіл на будівництво було видано в березні 1973 року, а будівництво почалося наприкінці 1975 року на ділянці Генфорд. Через перевитрати коштів і затримки будівництва завод почав комерційну експлуатацію лише в грудні 1984 року. З п'яти комерційних реакторів, спочатку запланованих Бонневільською енергетичною адміністрацією та системою постачання у Вашингтоні, Колумбійський був єдиним завершеним. Атомна електростанція також була відома як Hanford Two, причому Hanford One був електростанцією потужністю 800 МВт, підключеною до N-Reactor (виведеного з експлуатації в 1987 році), реактора подвійного призначення, яким керує Комісія з атомної енергії: виробництво плутонію для ядерної зброї. накопичення, а також вироблення електроенергії для мережі.

## Економіка
Наприкінці 2012 року Bonneville Power Administration та Energy Northwest об’єдналися, щоб проаналізувати фінансову вартість Columbia у світлі низьких цін на енергоносії на оптовому ринку електроенергії та історично низьких витрат на паливо для електростанцій, що працюють на природному газі. Агентства вивчили три сценарії та в квітні 2013 року дійшли висновку, що продовження роботи Columbia було найбільш рентабельним варіантом для споживачів.

## Відпрацьоване паливо
Басейн відпрацьованого палива Columbia Generating Station може вмістити 2658 паливних збірок. Він був розроблений як варіант короткострокового зберігання, поки не буде створено національне сховище. Оскільки немає запланованої дати початку заблокованого національного довготермінового сховища ядерних відходів у сховищі Юкка Маунтін у Неваді, станція отримала дозвіл на зберігання в сухих контейнерах, щоб уникнути перевищення ліцензованої потужності басейну. Генеруюча станція Columbia має власну установку, яка дозволяє зберігати відпрацьовані паливні стрижні в спеціально розроблених і виготовлених контейнерах. Станом на 2021 рік 45 контейнерів завантажено та зберігається в установці, звільнивши місце у басейні відпрацьованого палива.

## Навколишнє населення
Комісія з ядерного регулювання визначає дві зони планування на випадок надзвичайних ситуацій навколо атомних електростанцій: зону впливу шлейфу радіусом 10 миль (16 км), пов’язаних насамперед з впливом та вдиханням радіоактивного забруднення, що передається повітрям, і зоною шляхів ковтання близько 50 миль (80 км), пов’язаних насамперед із прийомом їжі та рідини, забрудненої радіоактивними матеріалами.

## Потенційні ризики
Відповідно до дослідження NRC, опублікованого в серпні 2010 року, оцінка Комісії з ядерного регулювання щорічного ризику землетрусу, достатнього для того, щоб спричинити пошкодження активної зони реактора в Колумбії, становила 1 з 47 619. Міністерство енергетики планує нову оцінку землетрусів, яка оновить останню комплексну оцінку, проведену в 1996 році. Геологічна служба США показала, що активні розломи регіону Пьюджет-Саунд з’єднані з хребтами в Середній Колумбії розломами, які перетинають каскади.
Відповідно до Комісії з ядерного регулювання США, ділянка генераційної станції Колумбія є «сухою ділянкою», оскільки станція розташована над проектною базовою лінією затоплення.

## Інформація про енергоблоки
| Енергоблок | Тип реакторів       | Потужність | Потужність | Початок будівництва | Фізпуск    | Підключення до мережі | Введення в експлуатацію | Закриття |
| Енергоблок | Тип реакторів       | Чистий     | Брутто     | Початок будівництва | Фізпуск    | Підключення до мережі | Введення в експлуатацію | Закриття |
| ---------- | ------------------- | ---------- | ---------- | ------------------- | ---------- | --------------------- | ----------------------- | -------- |
| Колумбія   | BWR, BWR-5 (Mark 2) | 1107 МВт   | 1190 МВт   | 01.08.1972          | 19.01.1984 | 27.05.1984            | 13.12.1984              | -        |